# Leptaxis furva
Leptaxis furva é uma espécie de gastrópode  da família Helicidae
É endémica de Portugal.